# Trift (Gletschervorfeld)

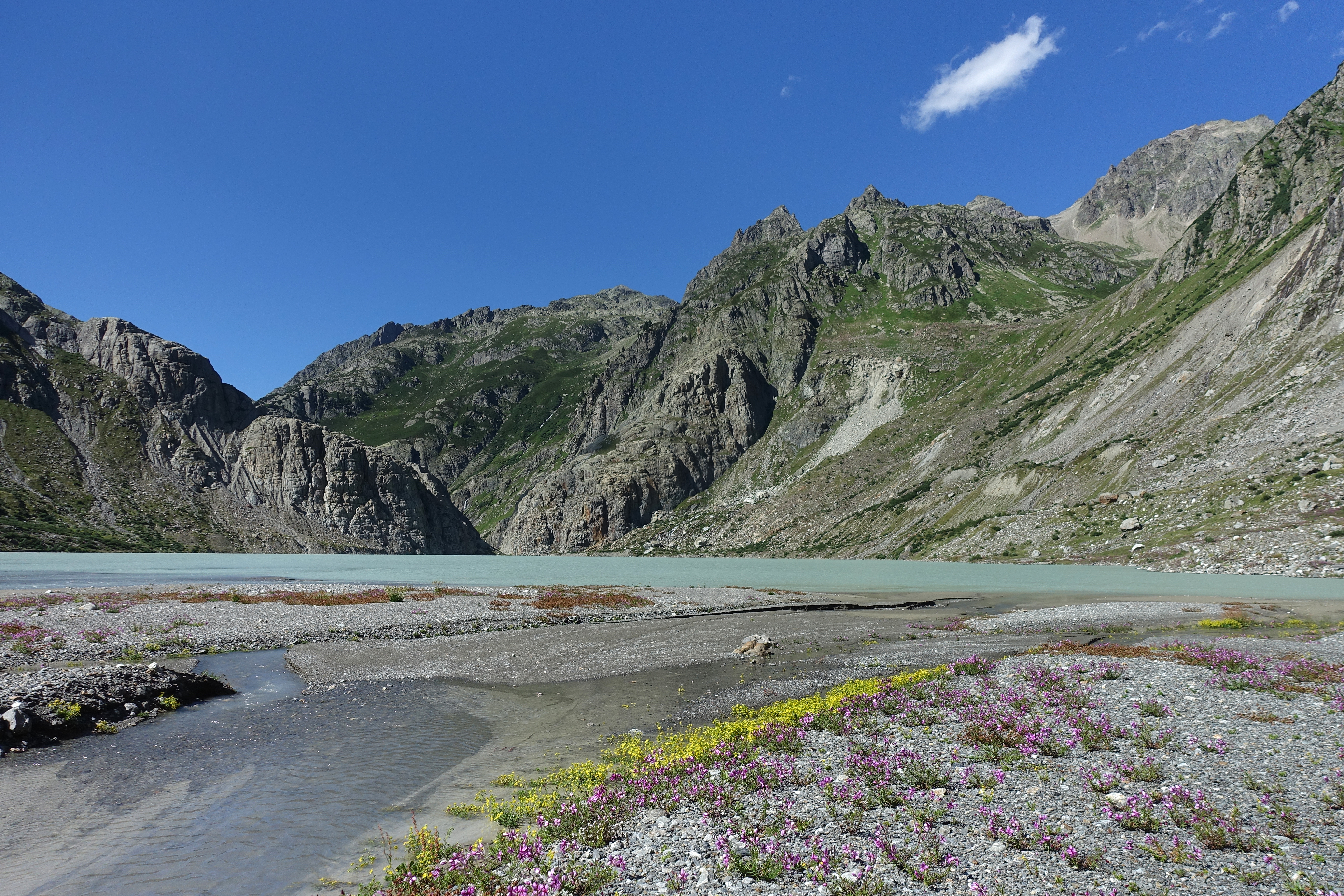
Fleischers Weidenröschen (Epilobium fleischeri) und Bewimperter Steinbrech (Saxifraga anizoides), typische Pionierpflanzen der Alluvionen und Moränen, in der Schwemmebene und auf dem Delta am Südufer des Triftsees

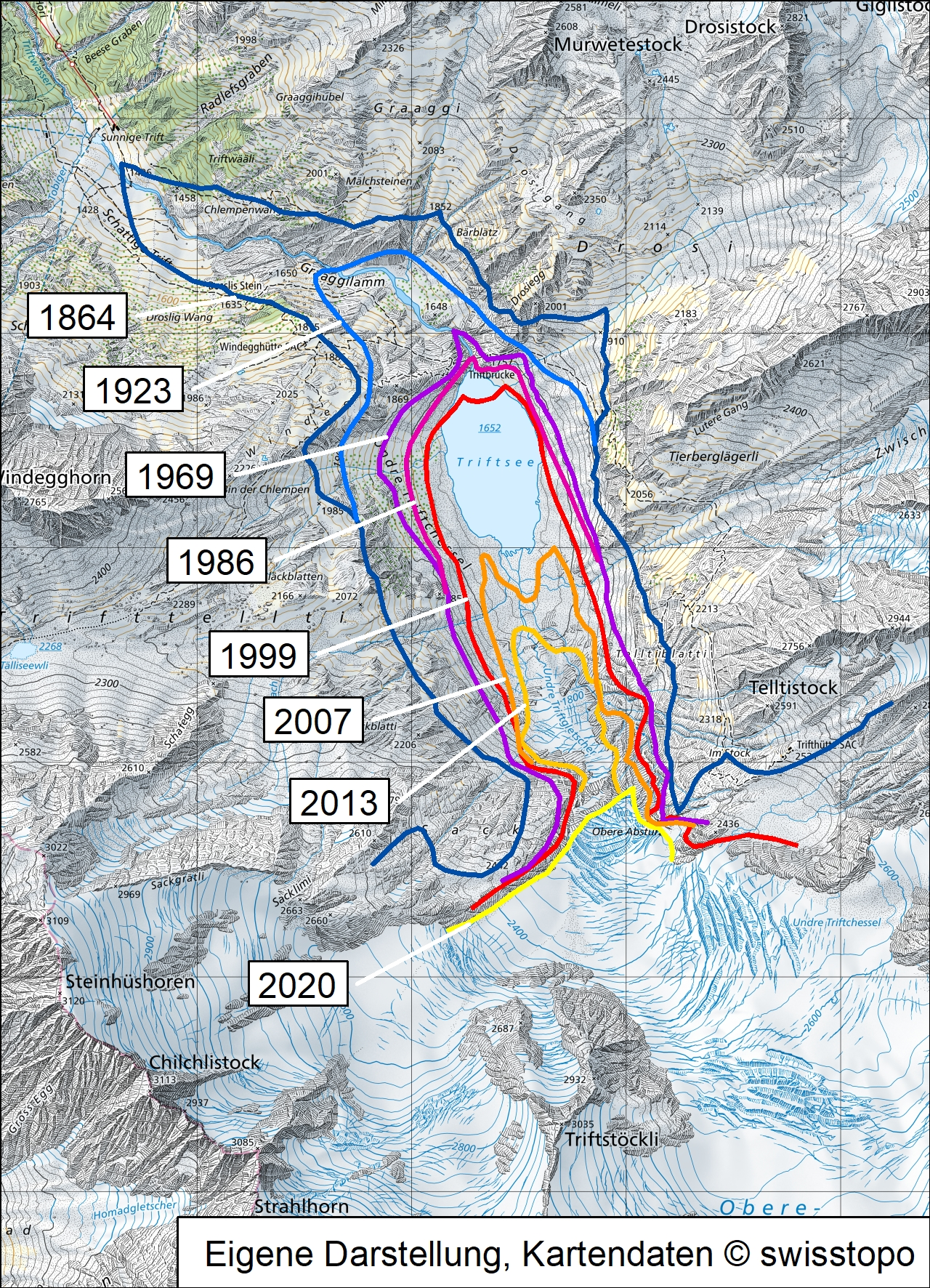
Die abnehmende Ausdehnung des schmelzenden Triftgletschers seit 1864

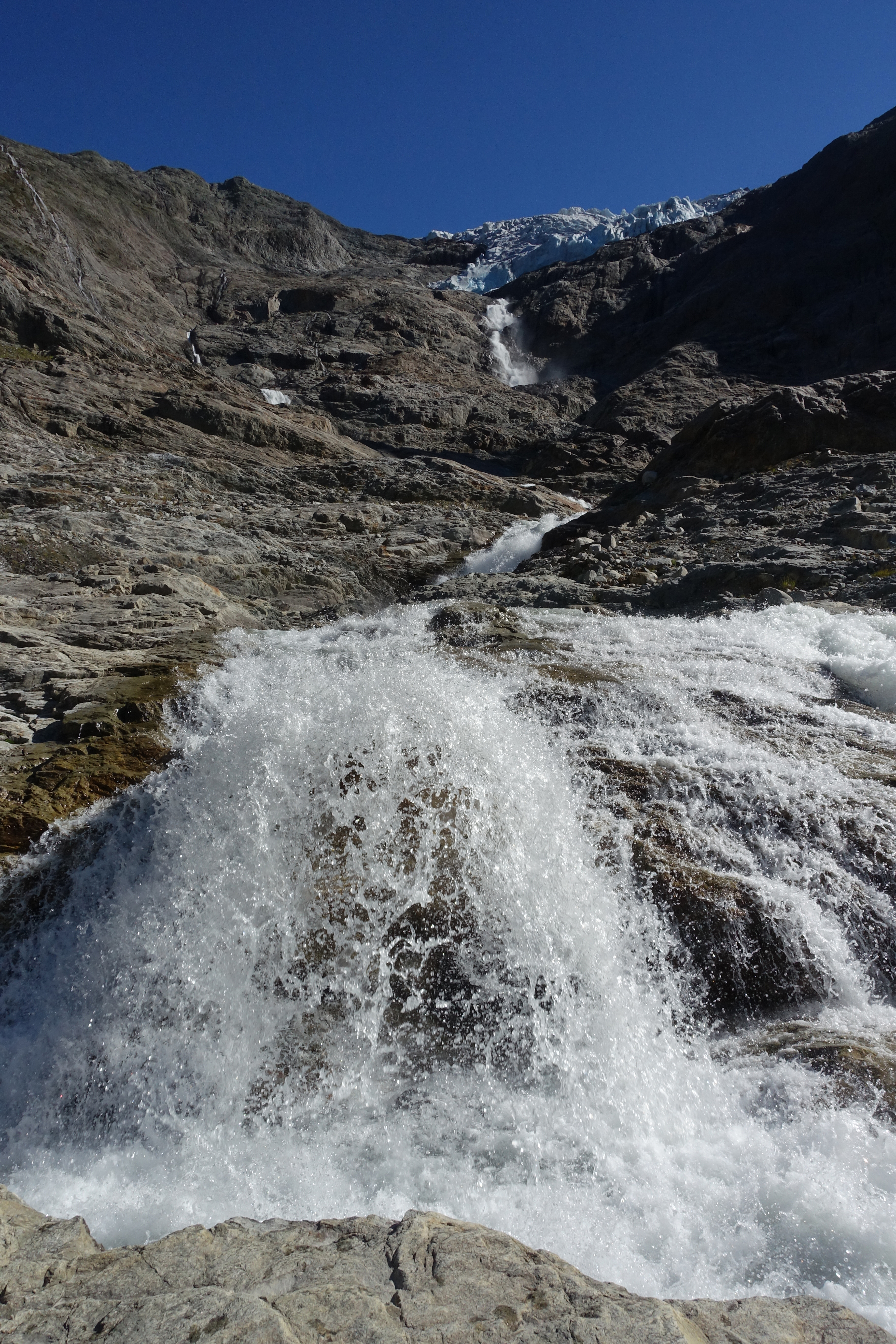
Das Triftwasser stürzt in Wasserfällen und vielen Kaskaden von der Gletscherzunge über die Felsstufe zum natürlichen Triftsee hinunter.

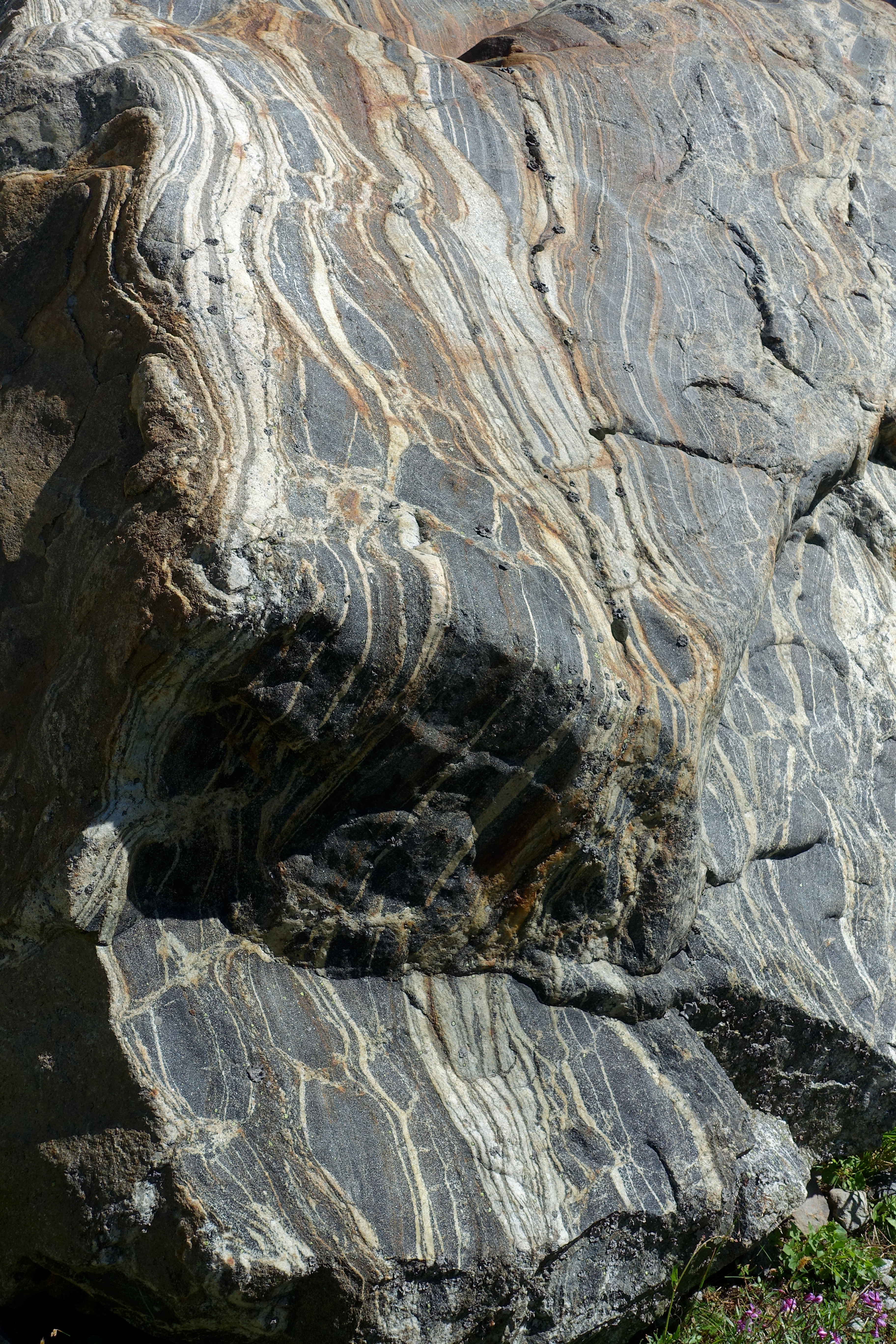
Schollenamphibolit: dunkle Amphibolitschollen eingebettet in einer hellen, aufgeschmolzenen Granitmasse

Das Gletschervorfeld Trift im Schweizer Kanton Bern umfasst eine grosse Vielfalt an geomorphologischen Formen und Lebensräumen für Pioniere und Pflanzengesellschaften. Am südlichen Ende des Triftsees progradiert eine alpine Schwemmebene, die seewärts in ein Delta übergeht. Die Schwemmfläche ist ein biologisch wertvolles Gebiet für eine Vielzahl von teils seltenen und bedrohten Lebewesen. Der Triftkessel birgt ausserdem Potenzial zur Stromerzeugung durch ein Wasserkraftwerk, das sich in Planung befindet.

## Lage
Das Gletschervorfeld Trift liegt im Rückzugsgebiet des Triftgletschers in der Gemeinde Innertkirchen, Kanton Bern, zwischen dem Susten- und dem Grimselpass. Es erstreckt sich vom Gletscherabbruch (ca. 2300 m über Meeresspiegel) bis zur Sunnige Trift (1325 m ü. Meer) unterhalb der Graaggilamm. Entwässert wird das Gebiet durch das Triftwasser, das in das Gadmerwasser mündet. Auf 1650 m über Meer liegt der von einer natürlichen Engnis gestaute Triftsee. An seinem südlichen Ende bildete sich eine alpine Schwemmebene, wo das Triftwasser sich in mehrere Arme verzweigt und erste Mäander bildet.

## Natur und Lebensräume

### Landschaftliche Formenvielfalt
Laut Mary Leibundgut, die das Gebiet im Jahr 2022 nach der vom BAFU für die Inventarisierung von Auengebieten entwickelten und 2021 aktualisierten Methode erfasst hat, hinterliess der Gletscher eine Vielfalt unterschiedlicher Landschaftsformen. Augenfällig sind etwa Gletscherschliffflächen, Rundhöcker, Abflussrinnen im Fels und die Klamm. Nebst diesen Erosionsformen sind auch Akkumulationsformen vorhanden, wie die streckenweise noch sichtbaren Seitenmoränen-Wälle oder die feinschuttige Grundmoräne auf der Südseite des Triftsees. Sanderflächen, Altläufe, Tümpel, Delta, See und die aktiven, inaktiven und relikten glazifluvialen Flächen dokumentieren die Dynamik des Triftwassers und seiner Zuflüsse.

### Geologie
Das Gletschervorfeld liegt vollständig in den kristallinen Gesteinen des Aarmassivs. Neben den vorherrschenden Gneisen ist im Bereich der Trifthütte des SAC auch ein schmales Band vulkanischer Gesteine aufgeschlossen. Im Moränenmaterial des Triftgletschers können daher auch vulkanische Konglomerate und quarzreiche Vulkanite (Rhyolite) gefunden werden. Besonders auffällig sind die im Vorfeld abgelagerten mächtige Blöcke von Schollenamphibolit, welche aus dem Gebiet Gwächtenhorn stammen und vom Gletscher über grössere Distanzen transportiert wurden. Die dunklen Amphibolitschollen sind in einer hellen, aufgeschmolzenen Granitmasse eingebettet.
Das Triftgebiet wird durch tektonische Störungslinien geprägt, die mehrheitlich parallel zur Längserstreckung des Aarmassiv (WSW-ENE) und quer zur Fliessrichtung des Gletschers, bzw. der Talachse des Triftwassers, verlaufen. Das dominierende Landschaftselement ist die markante Geländelinie, die von Südwest nach Nordost vom Furtwangsattel über den Felsriegel von Windegg und Drosiegg gegen die Steilimmi zieht. Sie wirkt wie eine natürliche Talsperre, hinter der das Eis des Triftgletschers einen übertieften Talkessel ausgehobelt hat und die vom Triftwasser in einer engen Schlucht durchbrochen wird. Der seit etwa 1999 entstandene natürliche Triftsee ist ein typischer Karsee.
Auch in der Felsstufe unterhalb vom heutigen Gletscherabbruch führen quer zur Talachse verlaufende Störungslinien zu einer speziellen Situation: Unter hohem Druck unter dem Gletschereis wurden sie zu tiefen Abflussrinnen ausgehobelt, welche das Triftwasser quer zur Fliessrichtung ableiten. Das Triftwasser stürzt heute in einem 150 m hohen Wasserfall über die Felsstufe, um dann in einer tiefen Rinne zu verschwinden und 200 m weiter östlich wieder hervorzutreten und in einer Folge von Kaskaden zur Schwemmebene am Südufer des Triftsees abzufliessen.

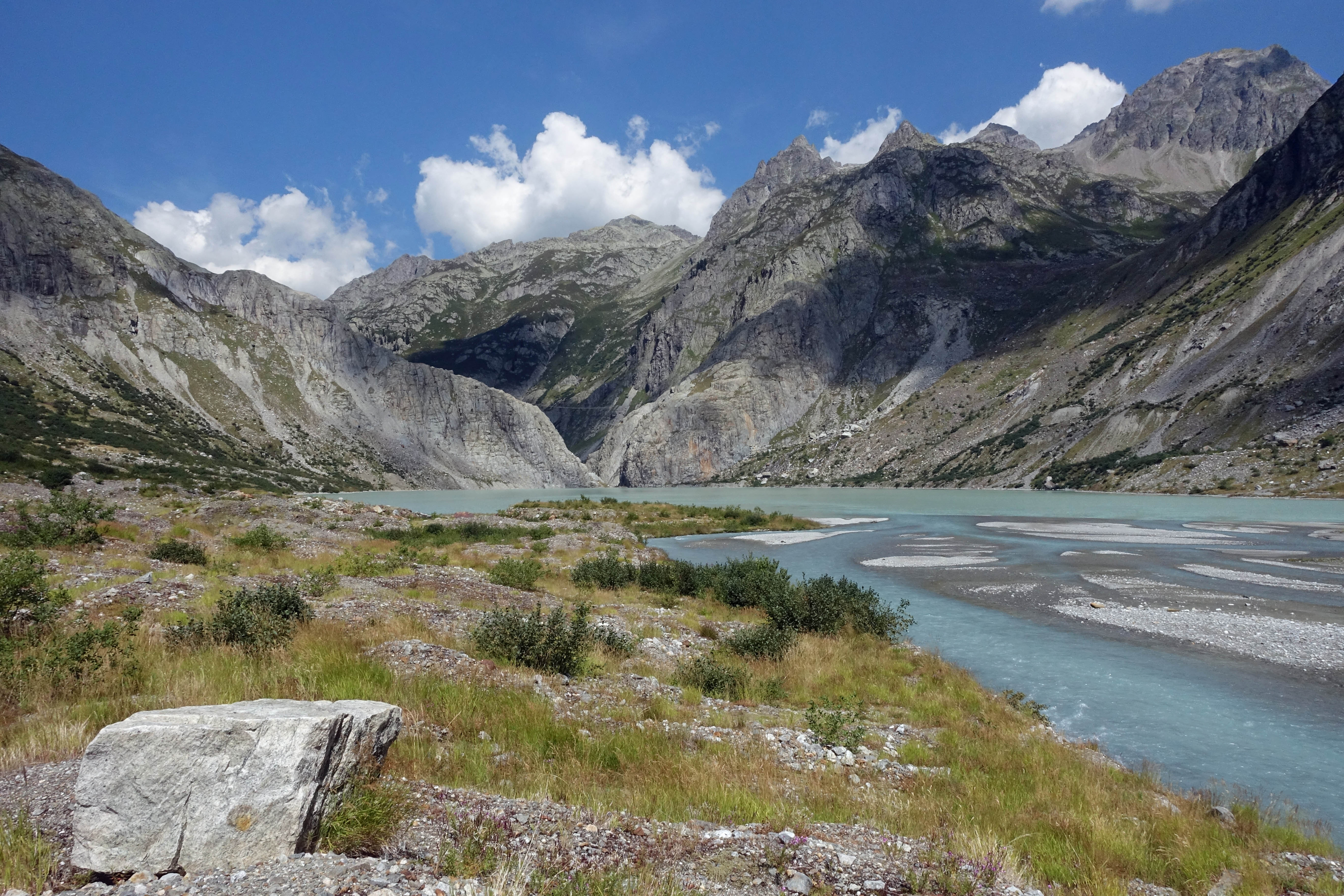
Hügelige Grundmoränenlandschaft mit viel Feinmaterial und eine grosse Schwemmebene
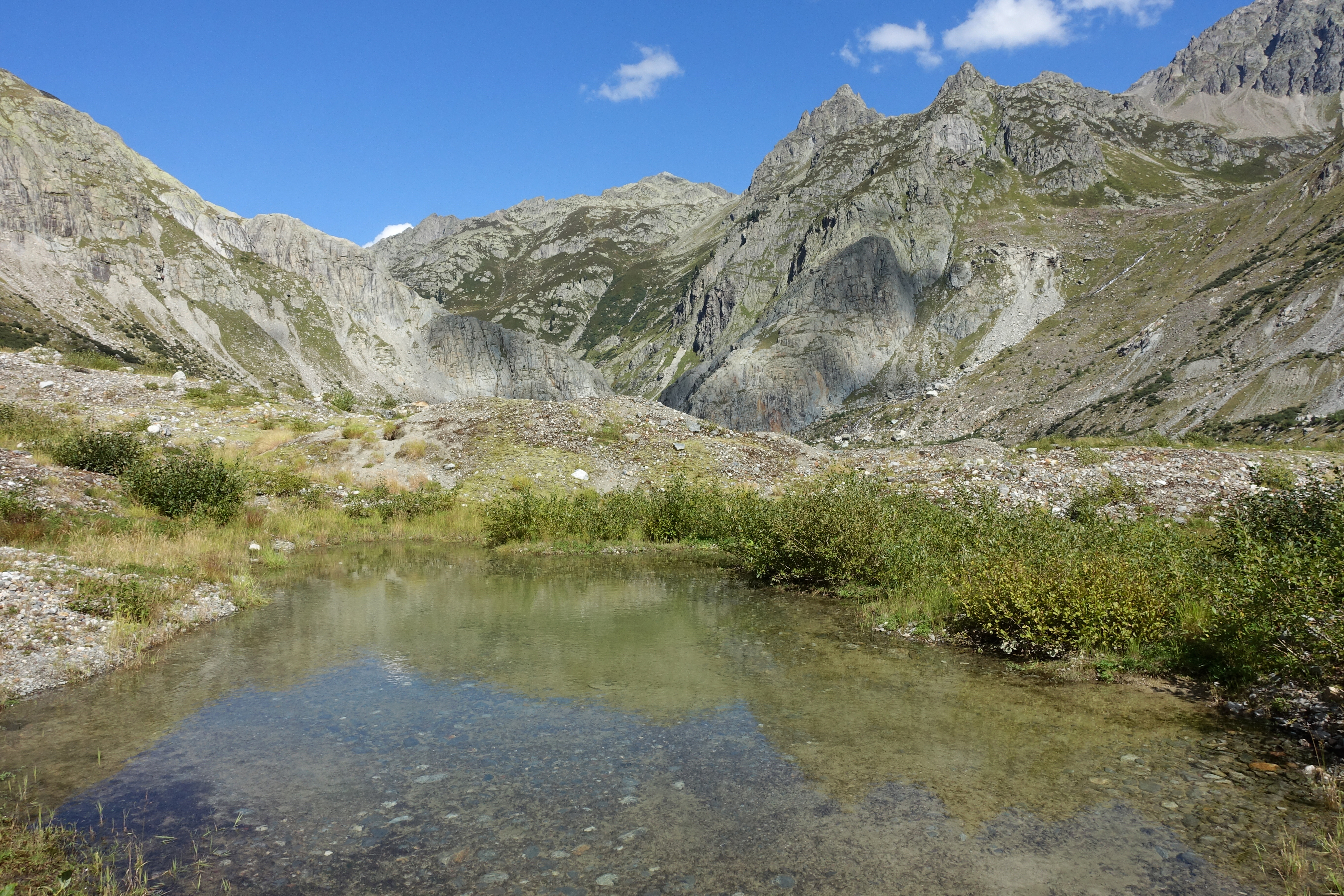
Grundmoränenlandschaft mit Tümpeln und ersten Moorarten und Amphibien
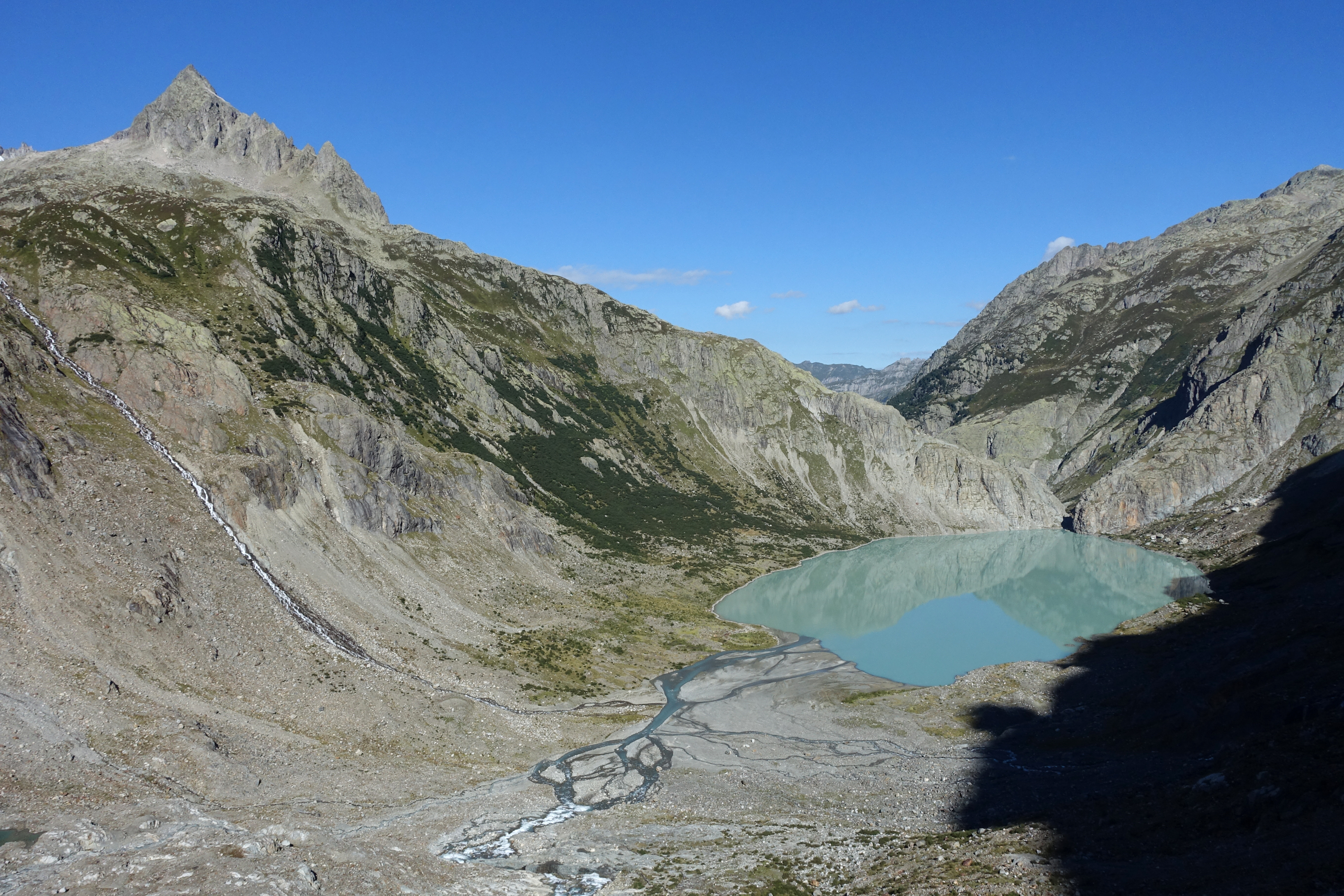
Delta und Schwemmebene, die im Falle des geplanten Staudamms überflutet würden.
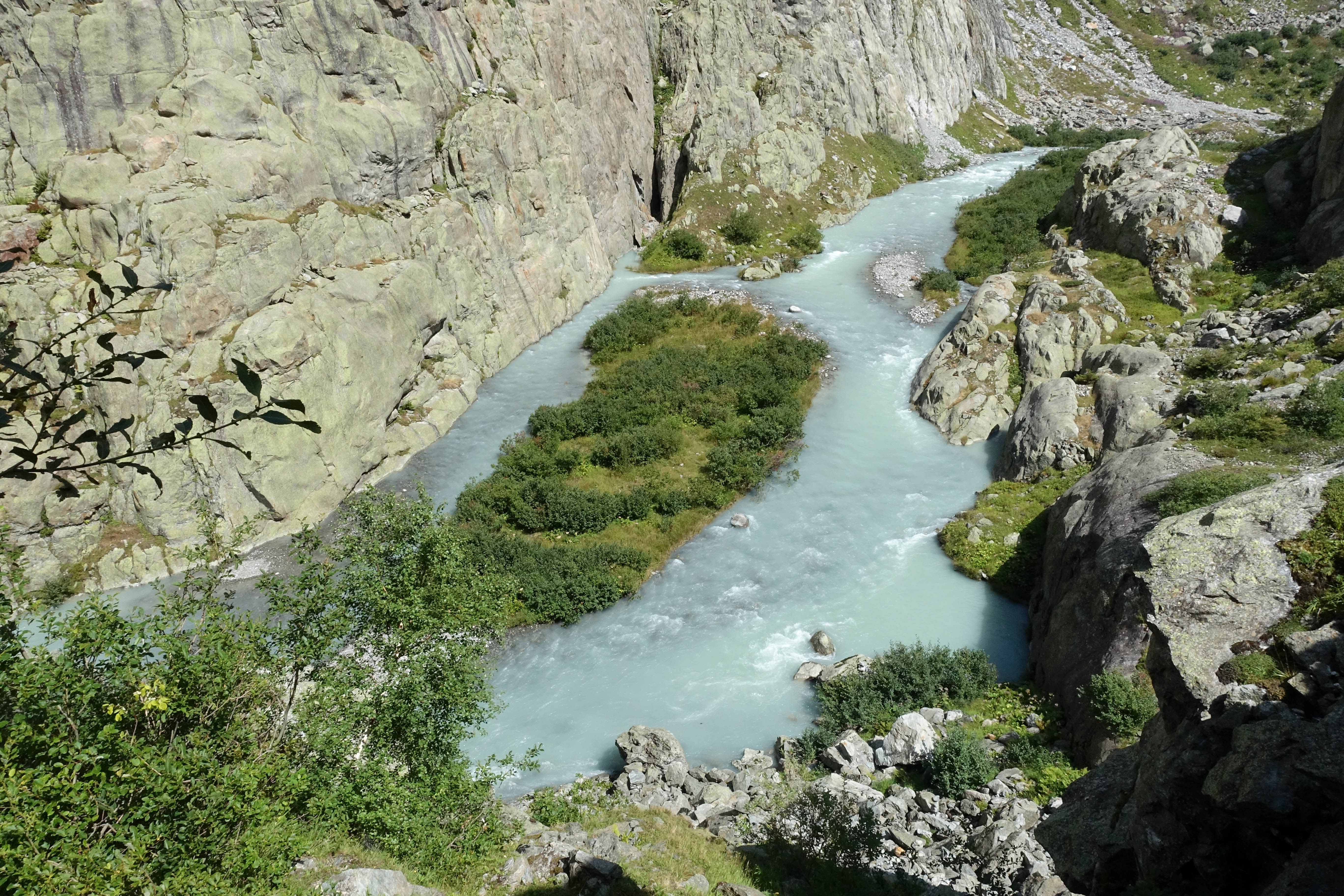
Im Graaggiboden verzweigt sich das Triftwasser in einer kleinen Schwemmebene.
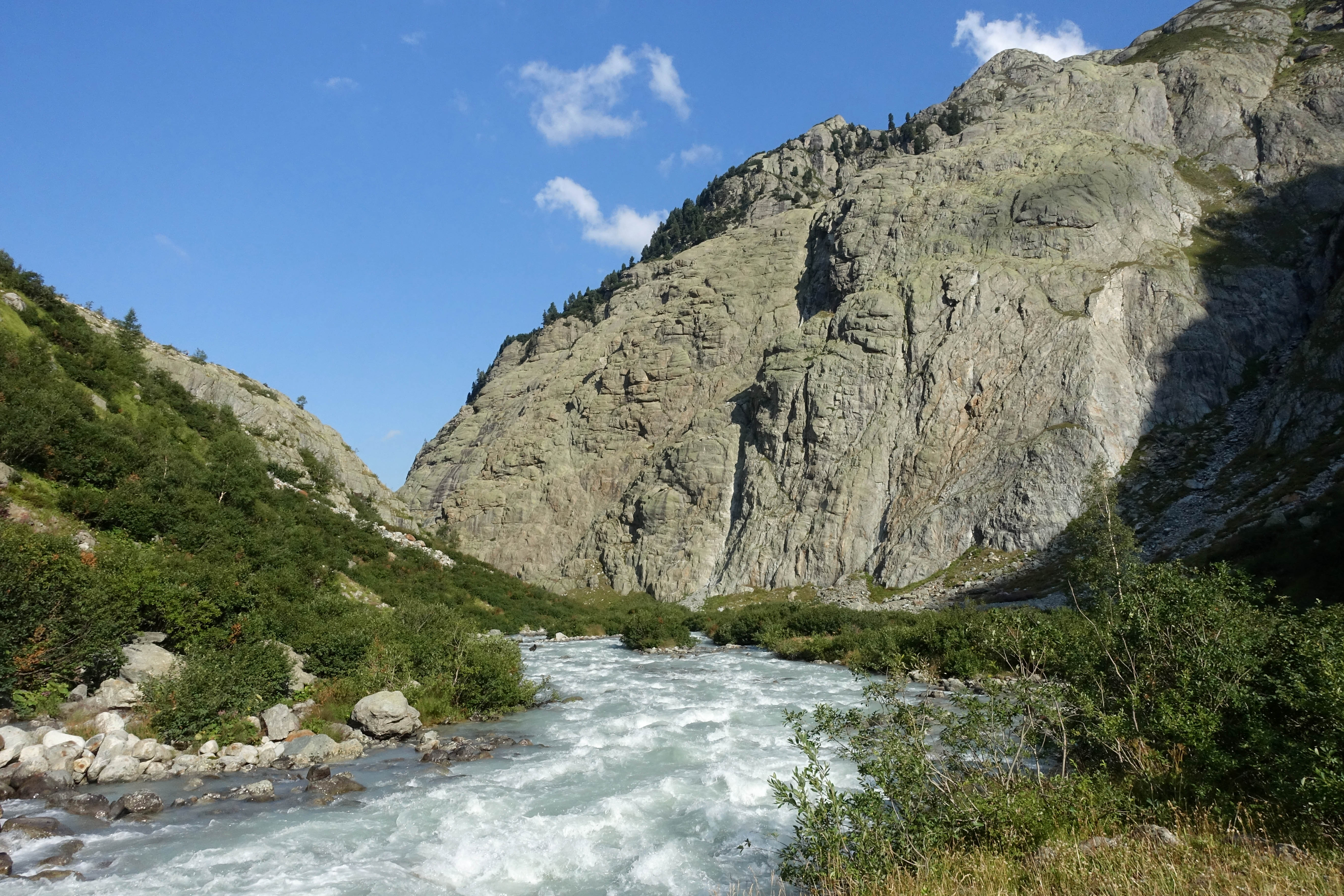
Mit dem Bau einer Staumauer würde der Wildbach auf wenig Restwasser reduziert und …
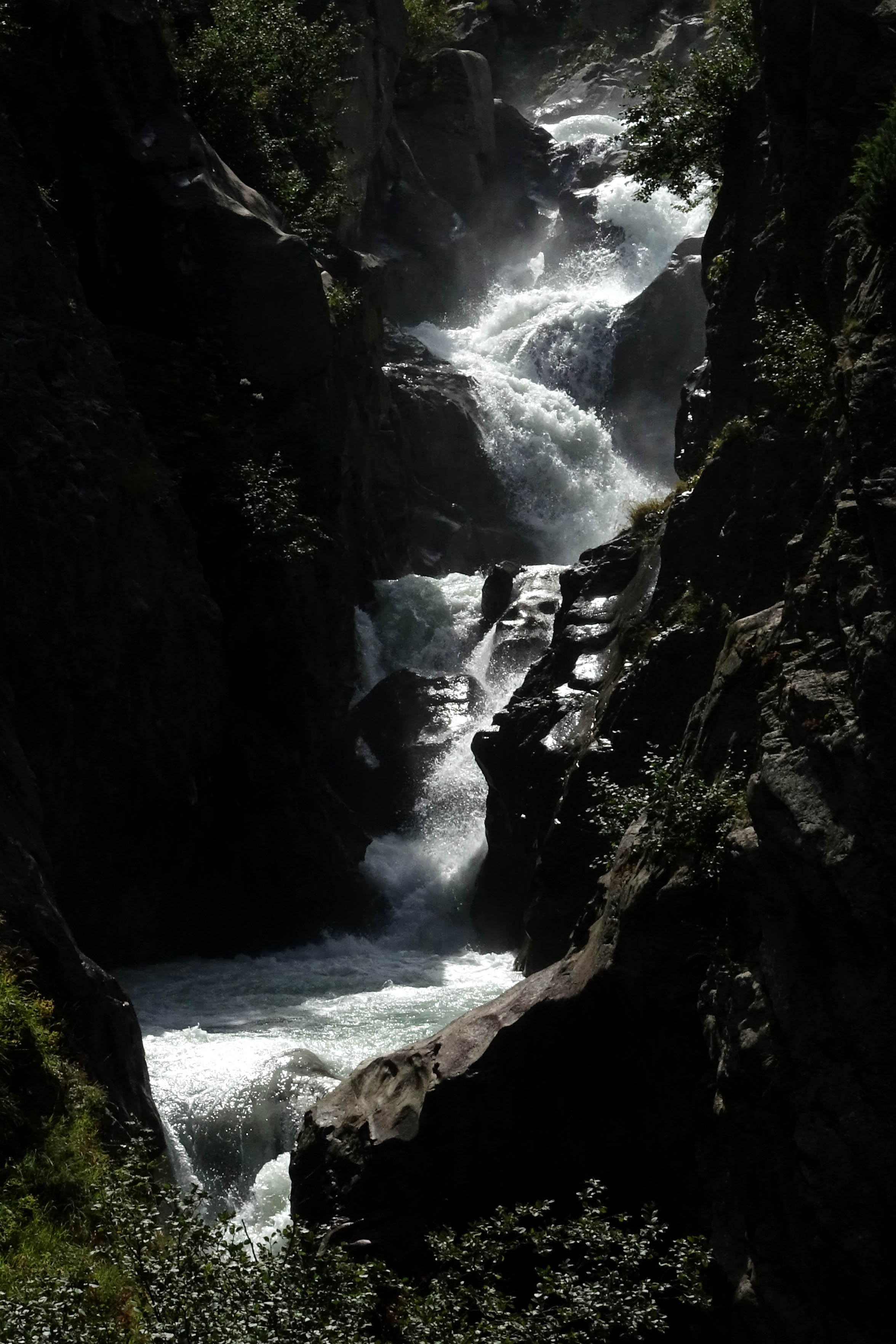
… wäre in der Graaggilamm ein Rinnsal.

### Vegetation
Mary Leibundgut beobachtete im Jahr 2022 insgesamt 27 verschiedene Vegetationseinheiten. Vorherrschend sind verschiedene Pioniergesellschaften auf Silikatschutt, darunter besonders am Südufer des Triftsees in den hügeligen Grundmoränenarealen auch Silikat-Feinschuttfluren. Weit verbreitet ist das Epilobion fleischeri mit Fleischers Weidenröschen, das laut Verordnung über den Natur- und Heimatschutz zu den schützenswerten Lebensraumtypen gehört. Unter den Übergangsgesellschaften finden sich Hochgrasfluren mit Schilf-Straussgras (Agrostis schraderiana, Calamagrostion). Im unteren Bereich des Gletschervorfeldes überziehen Fettweiden und Mischrasen die alpwirtschaftlich genutzten Flächen, die mit Schafen beweidet werden und teils degeneriert und artenarm sind. Borstgras (Nardus stricta) ist im ganzen Vorfeld verbreitet, typisch ausgebildete Borstgrasrasen sind aber selten. Grosse Flächen im Vorfeld nehmen Gebüschgesellschaften ein, darunter vor allem das Grünerlengebüsch. Wie die Flurnamen Drosiegg, Drosigang und Drosistock nahelegen, die auf den lokalen Ausdruck Drosle für Grünerle zurückgehen, haben Grünerlen in der Gegend eine lange Tradition. Dieses Pioniergehölz erträgt dank der biegsamen Äste auch grosse Schneelasten und Lawinenabgänge.
Das Gelände vom Südüfer des Sees in Richtung Triftgletscher bildet eine alpine Schwemmebene. Sie gehört dank der grossen Dynamik und ihrem Entwicklungspotenzial zu den wertvollsten Bereichen des gesamten Gletschervorfeldes.
An südexponierten Lagen, besonders an der Drosiegg entlang dem Trifthüttenweg, fallen Trockenstandorte auf. Hier wachsen Thymiane, Wundklee, Silberdistel, Alpendistel, die Dreiblatt-Binse und Horst-Seggen. Das sind Arten, die in Gebirgsmagerrasen zuhause sind. Der Hänge-Tragant (oder Alpenblasenschote), das Grossblütige Fingerkraut und das Sterndolden-Hasenohr verweisen auf inneralpine Buntschwingelhalden.

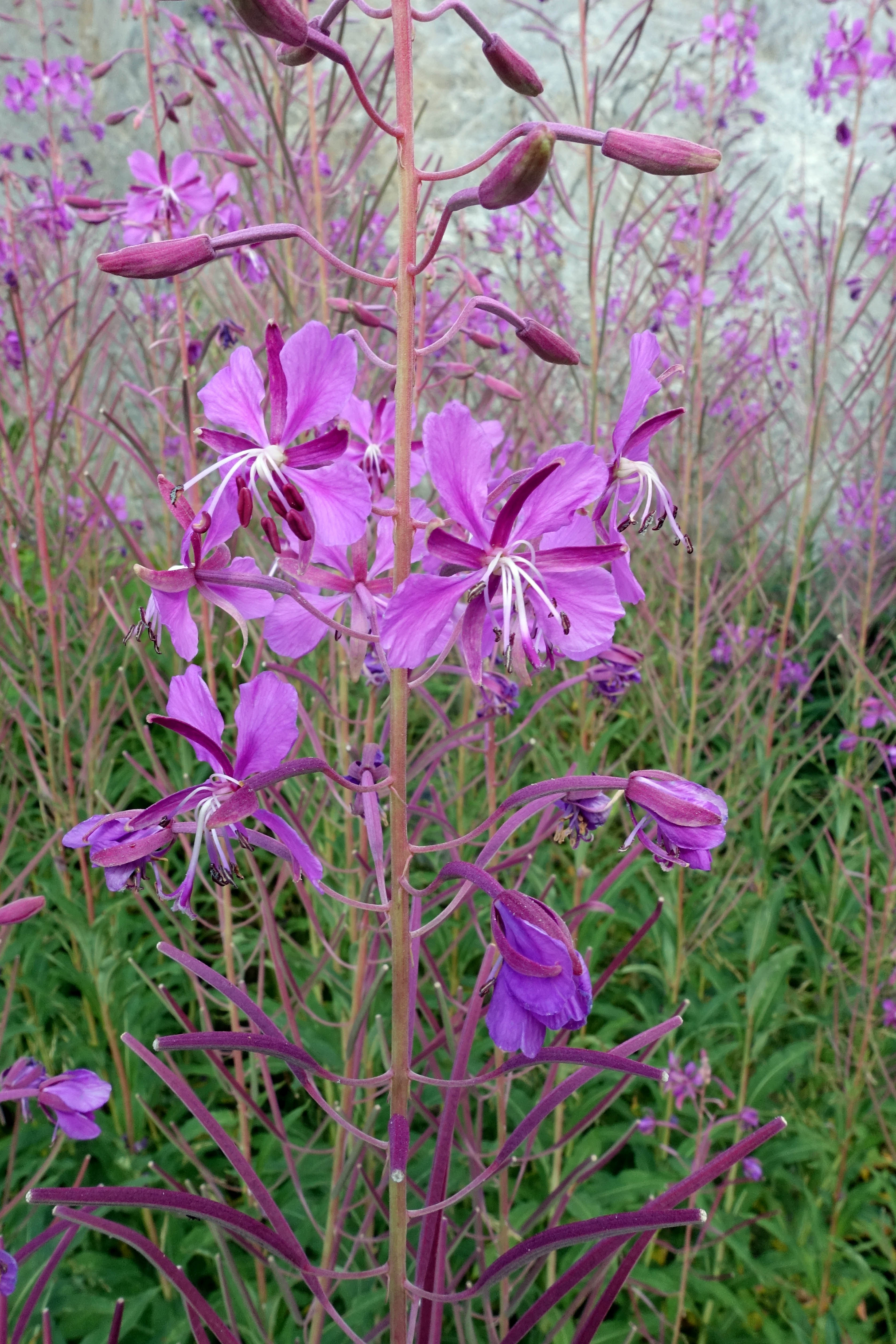
Schmalblättriges Weidenröschen
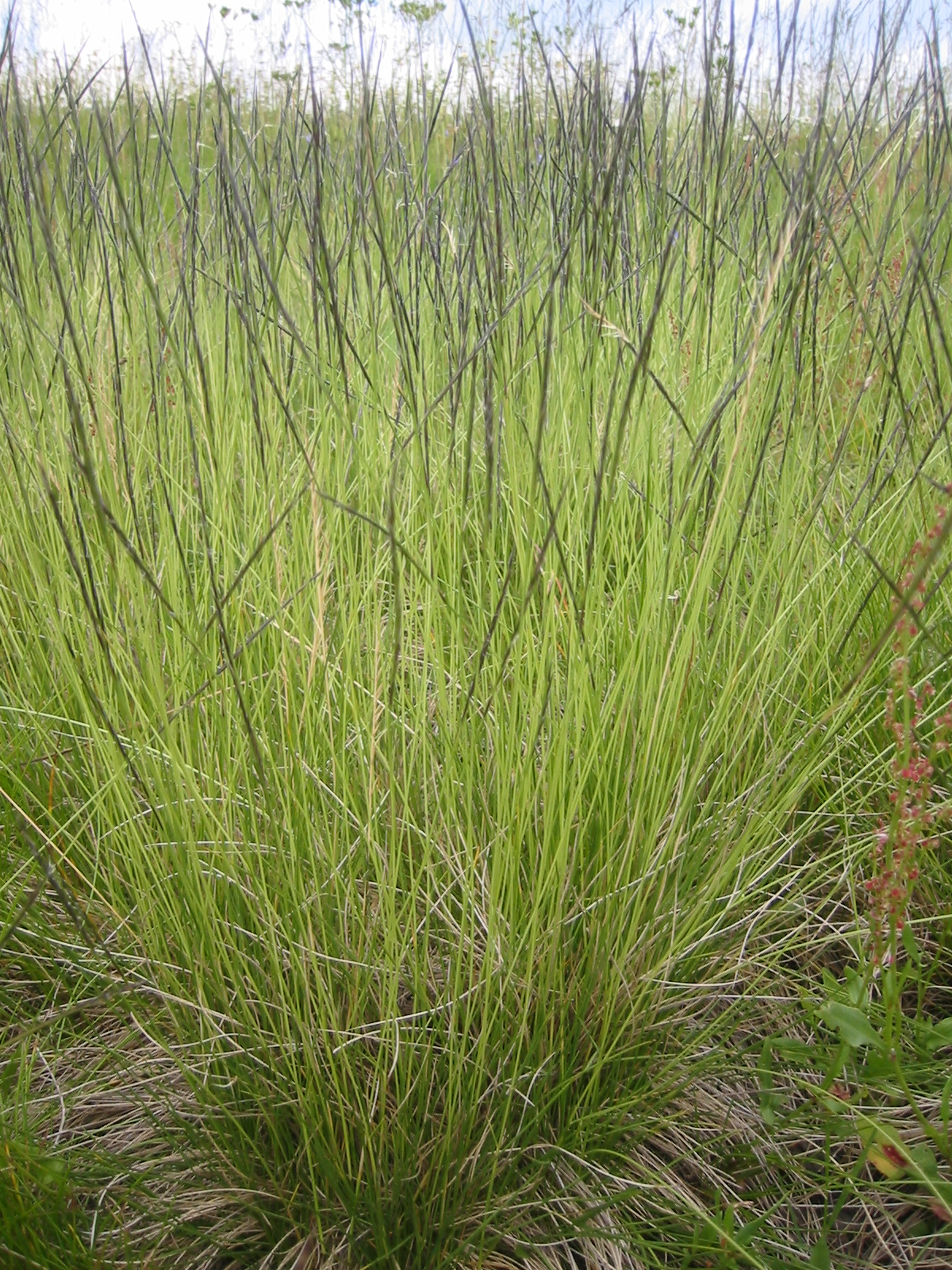
Borstgras auf einer Bergwiese
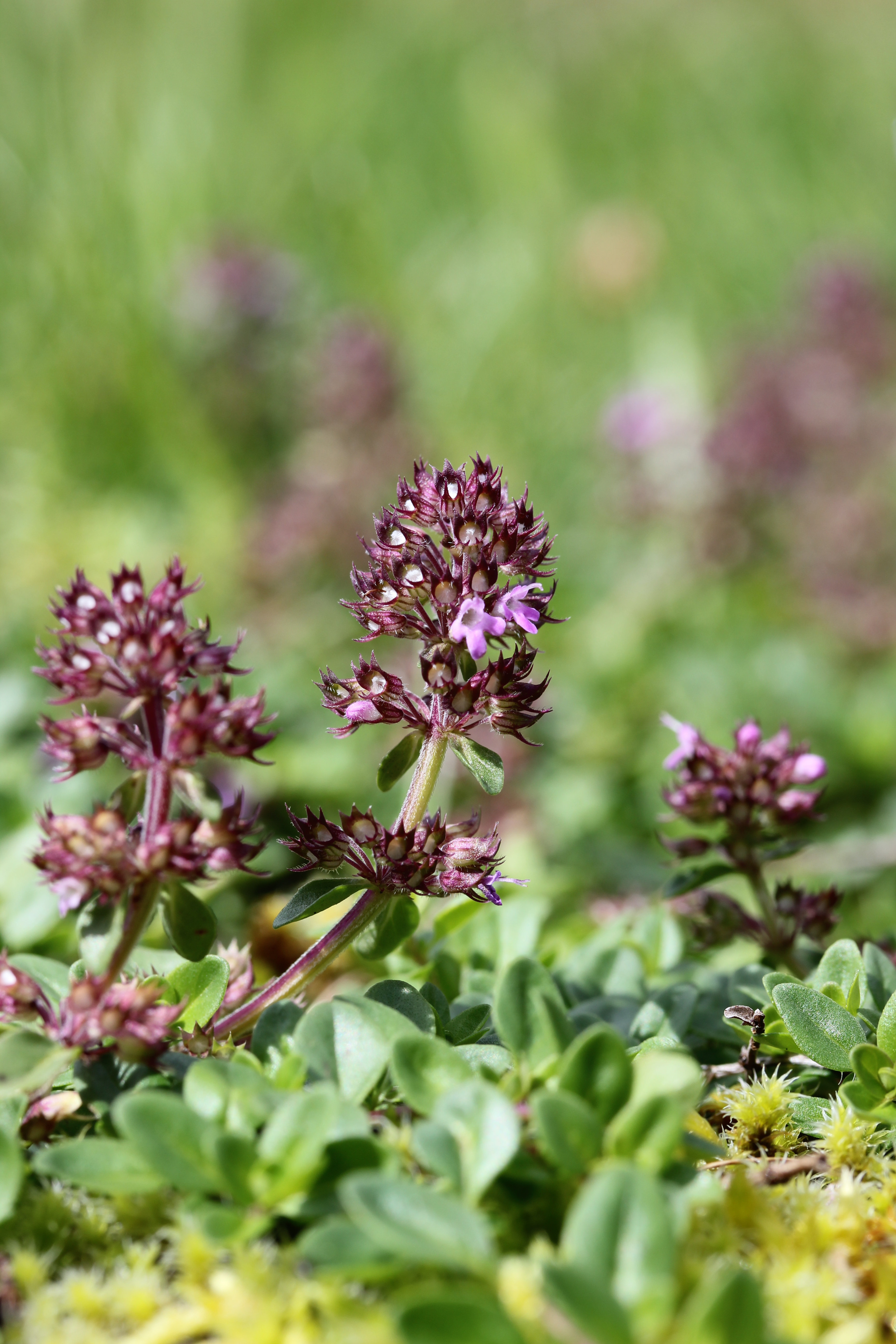
Wilder Thymian
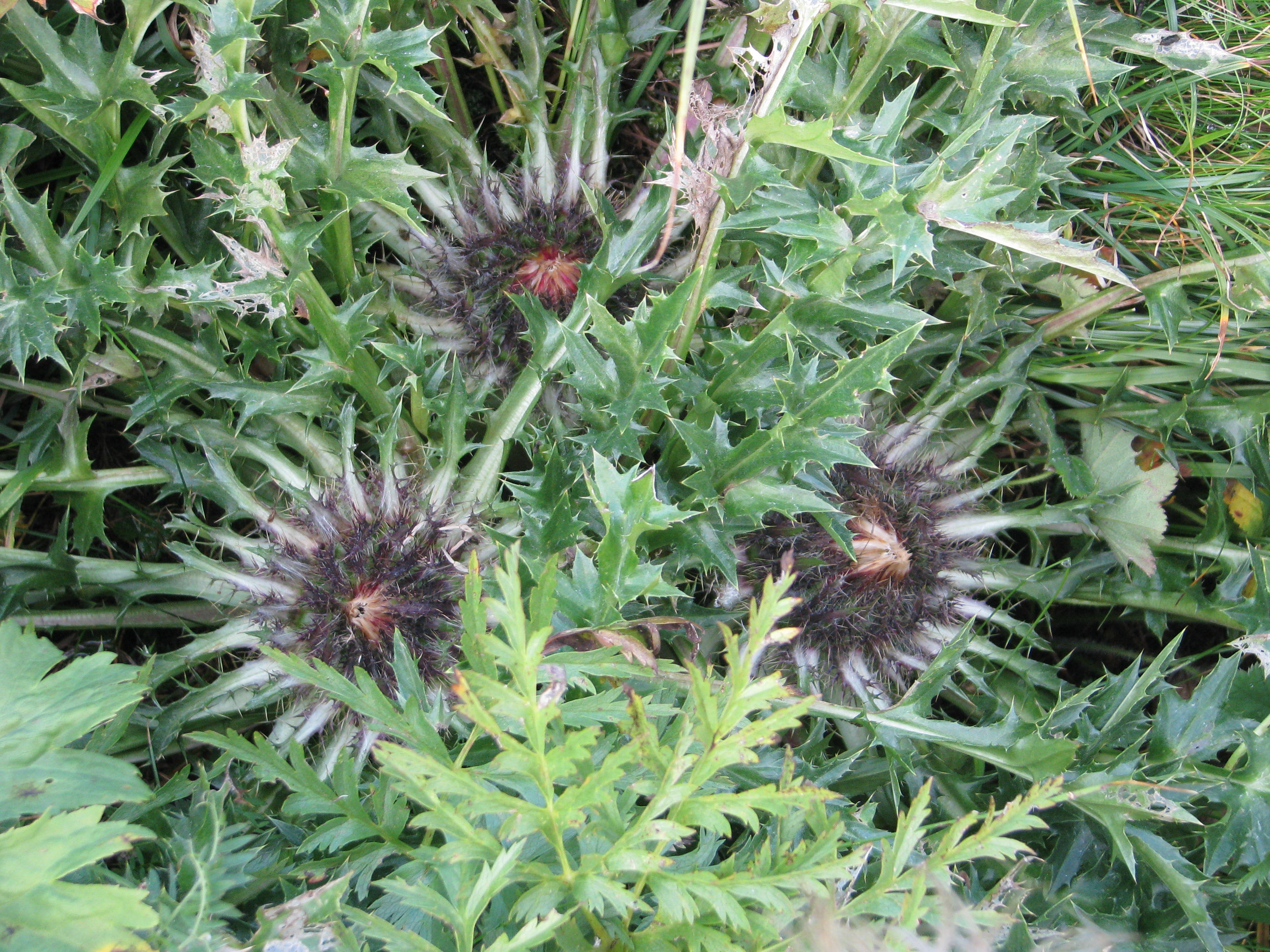
Silberdistel
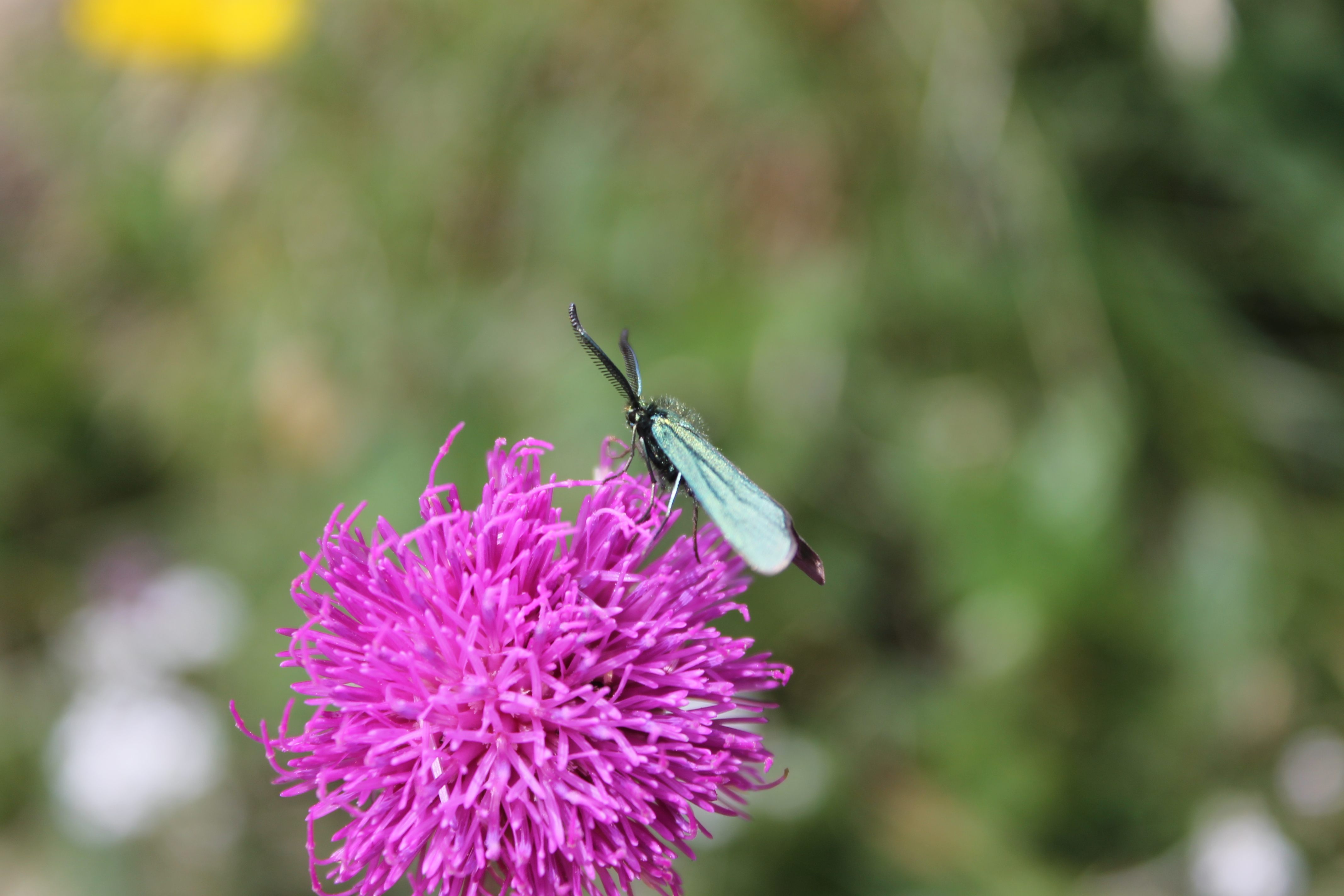
Alpen-Distel
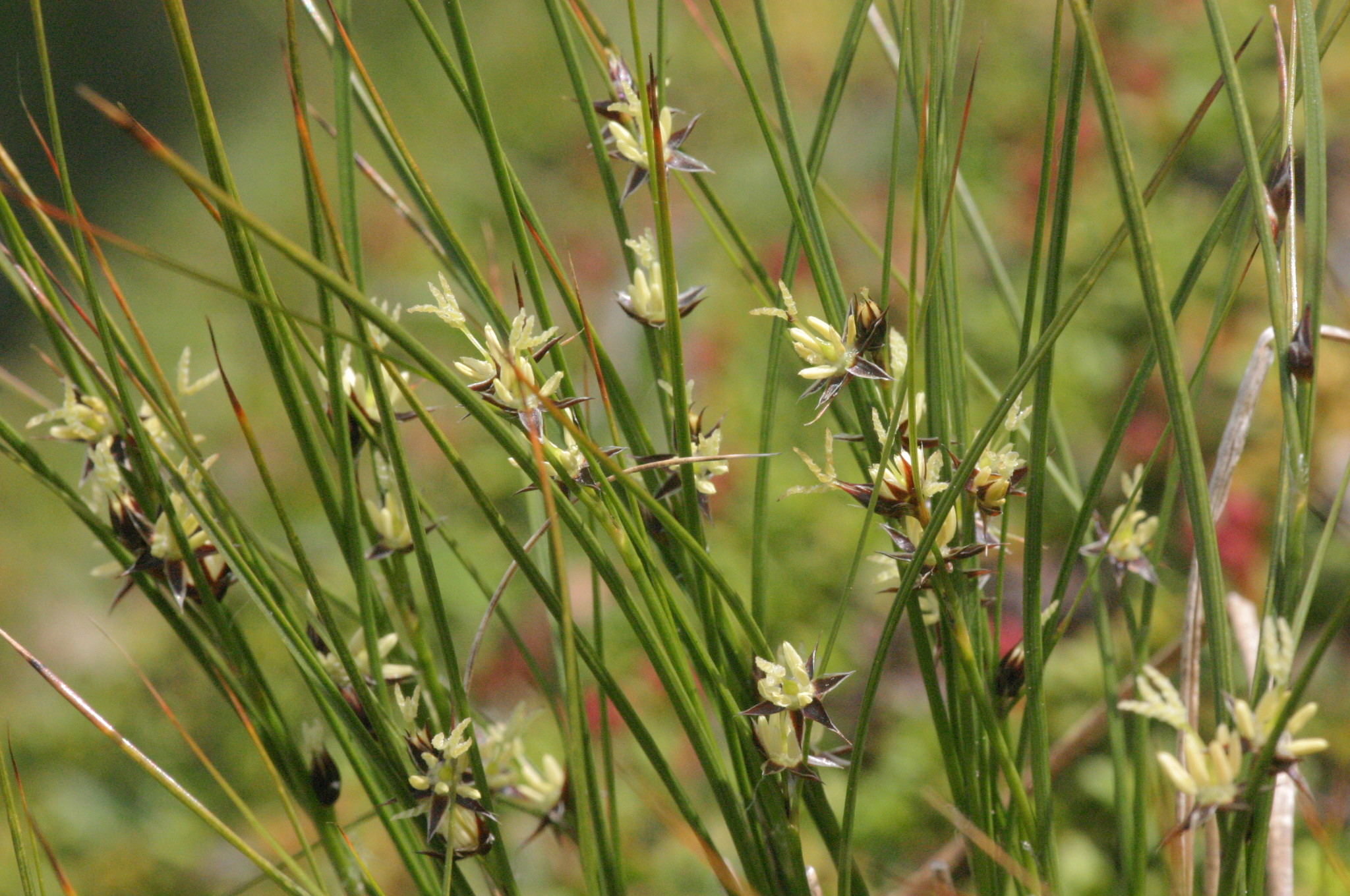
Dreiblatt-Binse (Juncus trifidus)
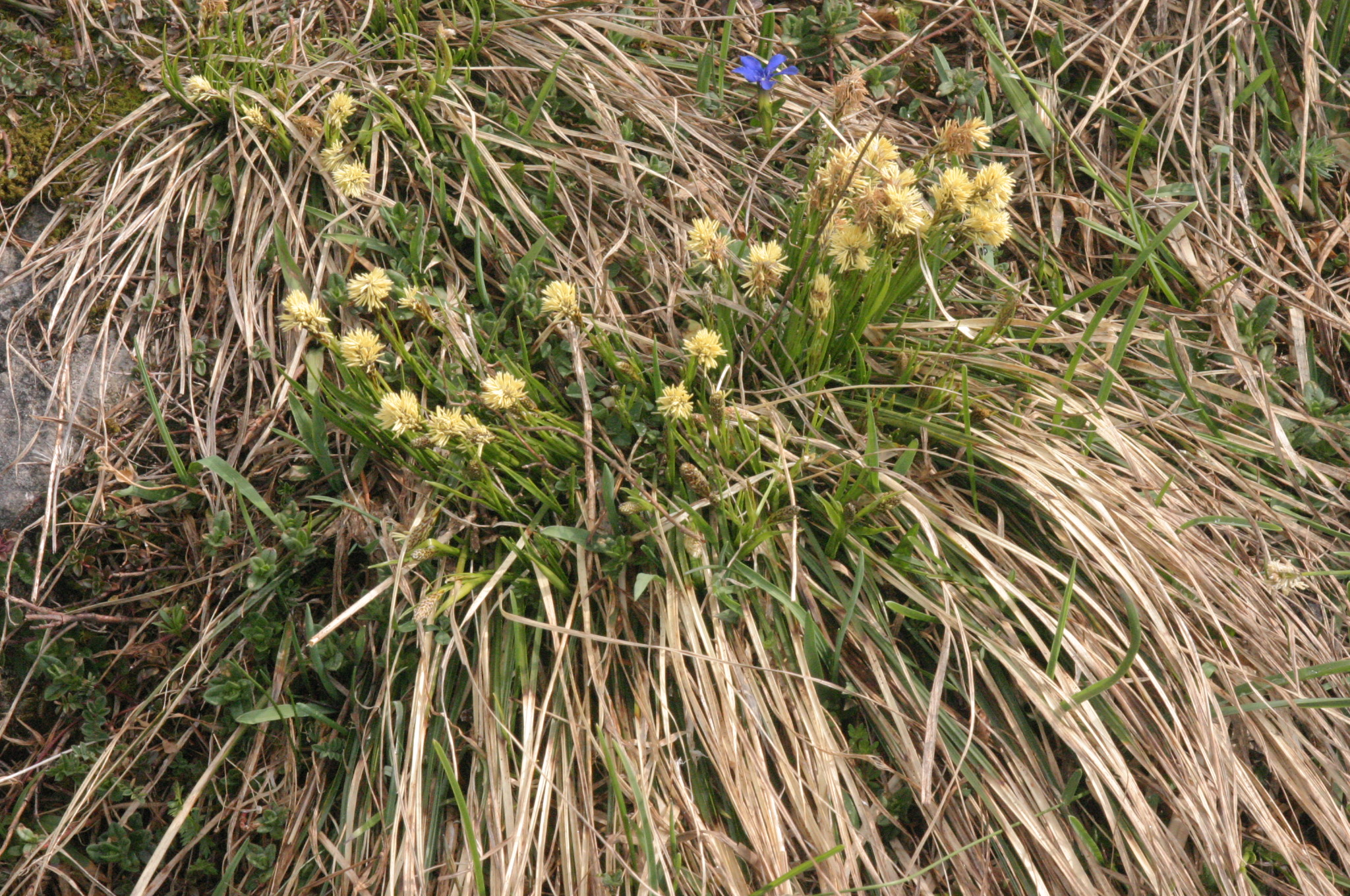
Horst-Segge (Carex sempervirens)
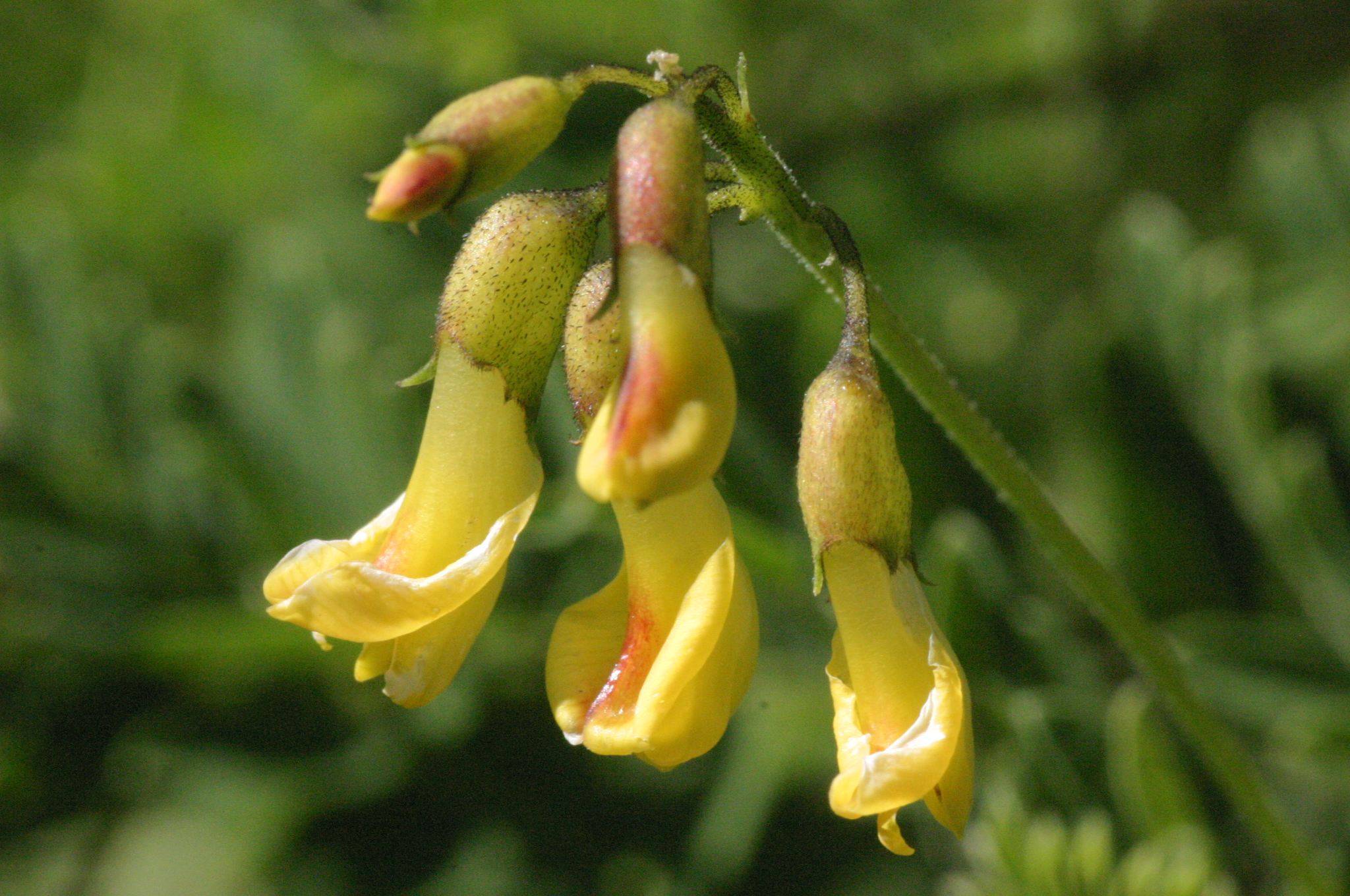
Hänge-Tragant (Astragalus penduliflorus)
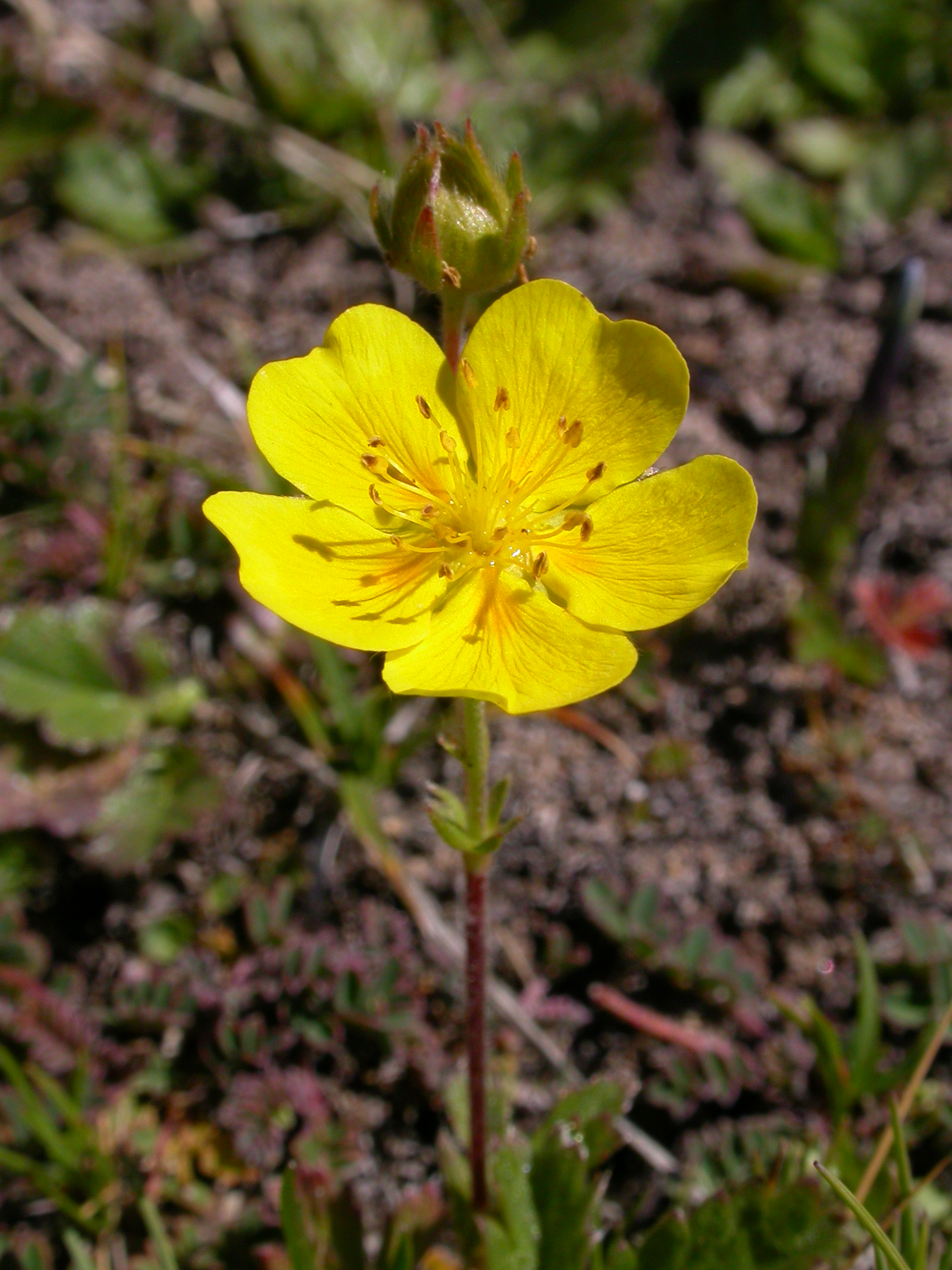
Grossblütiges Fingerkraut
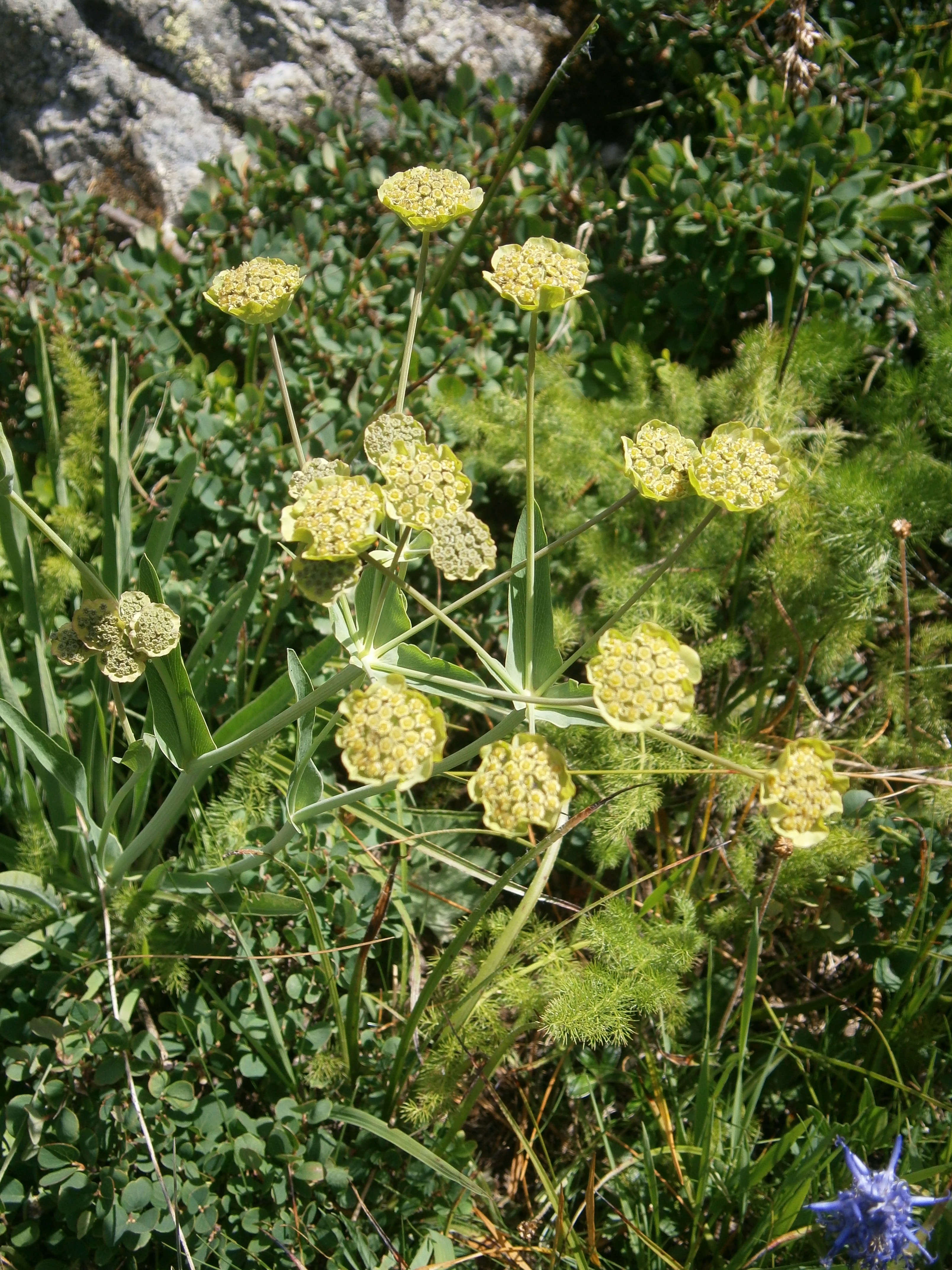
Sterndolden-Hasenohr

### Fauna

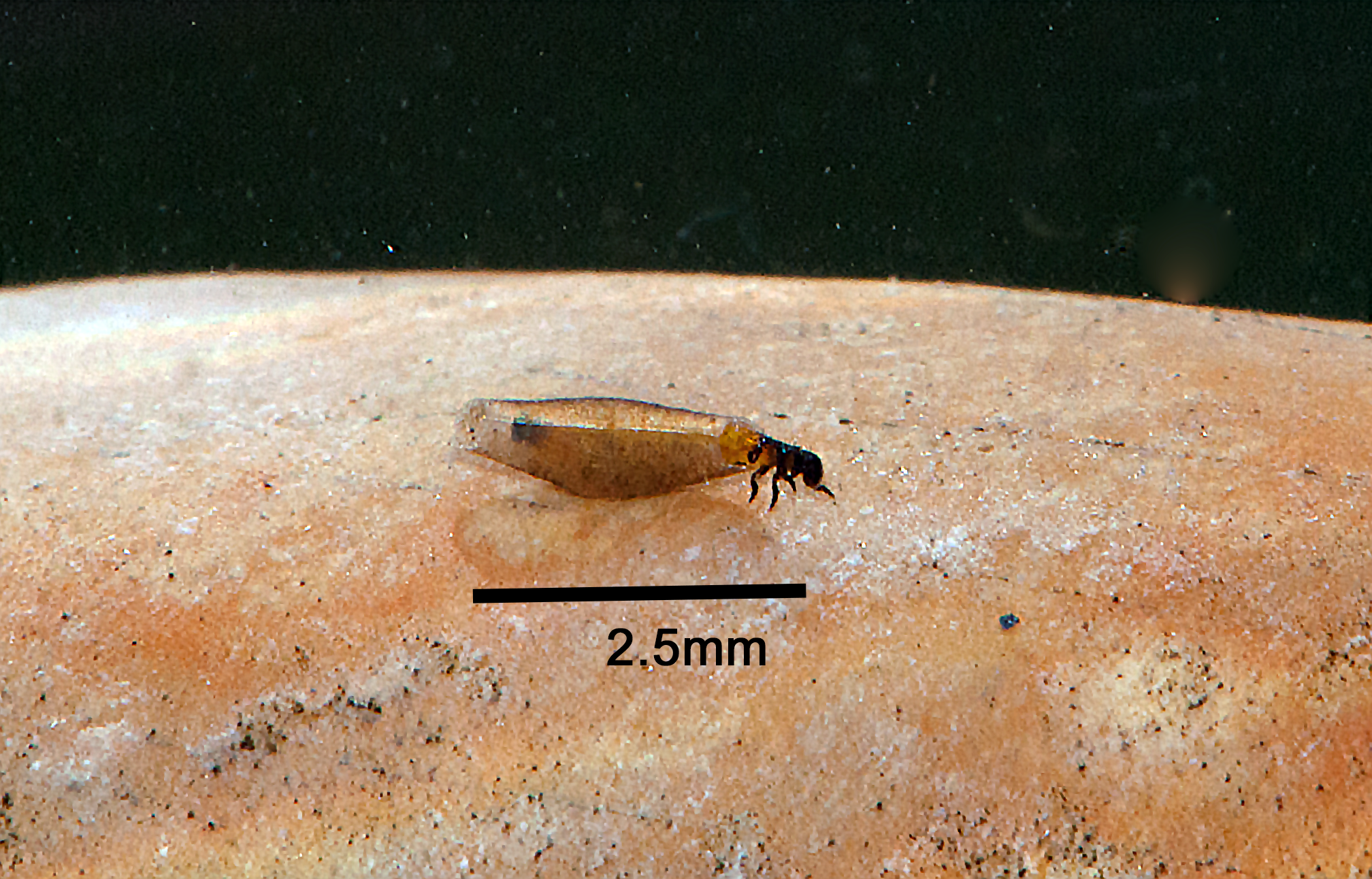
Die Larve der stark gefährdeten Köcherfliege Stactobia moselyi. Die Larven leben nur an überrieselten Felswänden.

Im Bereich der alpinen Schwemmebene des Gletschervorfeldes der Trift leben laut einer Studie der Ökologin Verena Lubini Wasserkäfer, Wanzen, Köcherfliegen, Steinfliegen, Eintagsfliegen und Libellen. Einige sind charakteristische Alpen-Arten wie der Wasserkäfer Hydroporus foveolatus und die Wasserwanzen Arctocarisa carinata und Gerris costae. Darüber hinaus beleben drei Quellarten diese Lebensräume: Dictyogenus fontium, Consorophylax consors und die Gestreifte Quelljungfer (Cordulegaster bidentata). Nachgewiesen ist auch eine absolute Lebensraumspezialistin, die Köcherfliege Stactobia moselyi, deren Larven ausschliesslich an überrieselten Felswänden leben.

## Tourismus und Freizeit

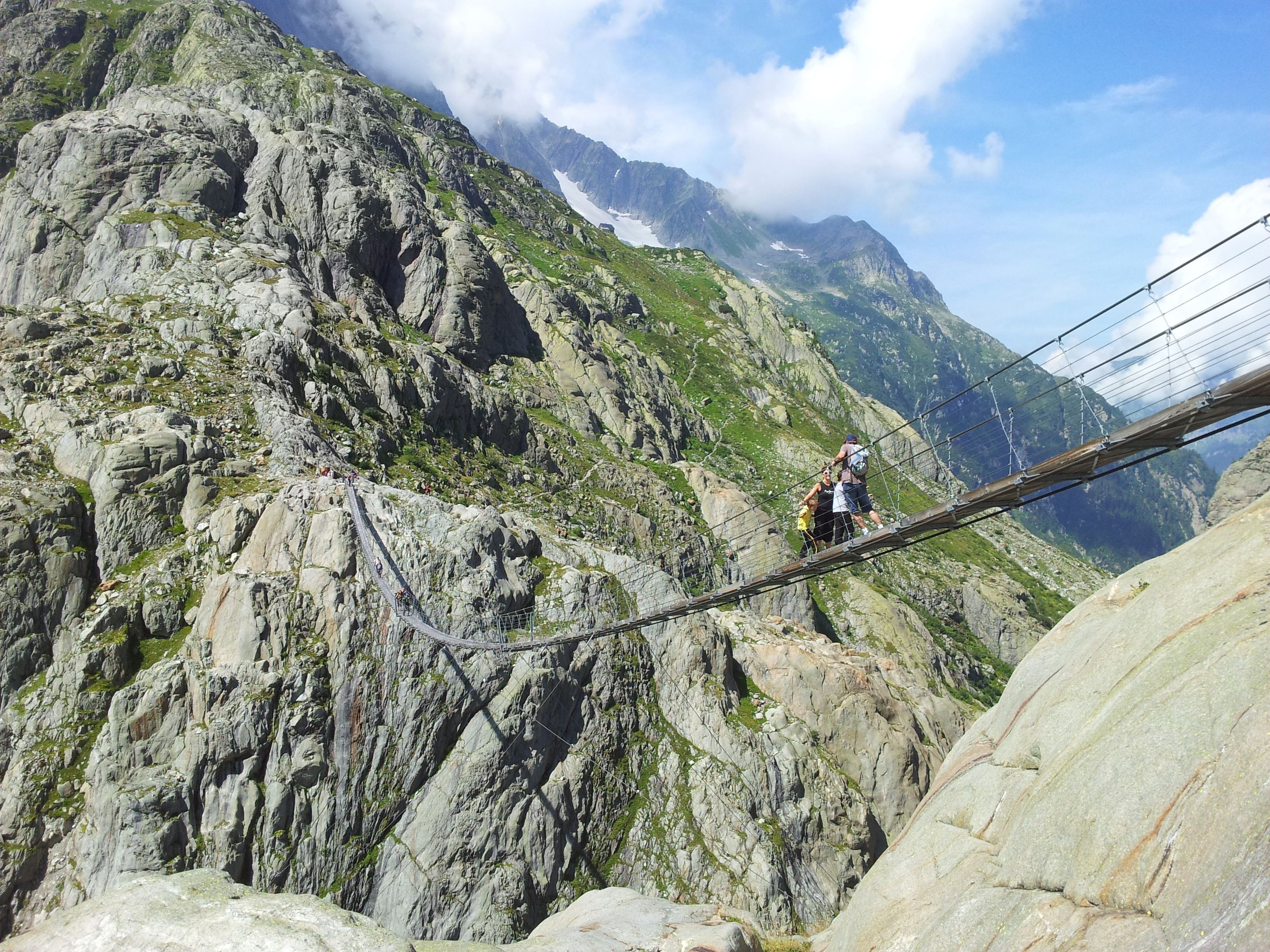
Triftbrücke

Seit Mitte des 19. Jahrhunderts interessieren sich Alpinisten für dieses Gebiet. Die erste Trifthütte wurde 1864 auf dem Sporn des Telltistocks errichtet. 1891 folgte die erste Windegghütte. Beide Hütten lagen damals unweit des Triftgletschers.
Seit dem Bau der ersten Fussgängerhängebrücke über die Schlucht am Triftsee im Jahr 2004 ist die ehemalige Werkbahn, die mit der Wasserfassung in der Sunnigen Trift erstellt wurde, für die Öffentlichkeit zugänglich. Die als Triftbrücke bezeichnete Hängebrücke wurde 2009 durch eine neue ersetzt, die sicherer ist. Die Brücke zieht viele Touristen an. Sportkletterer nutzen die Kletterrouten, die in den letzten Jahren in der Umgebung der Windegghütte eingerichtet wurden. Mit rund 170 m Länge und 100 m Höhe ist die Triftbrücke eine der grössten Fussgängerbrücken der Alpen.

## Stauseeprojekt und Widerstand

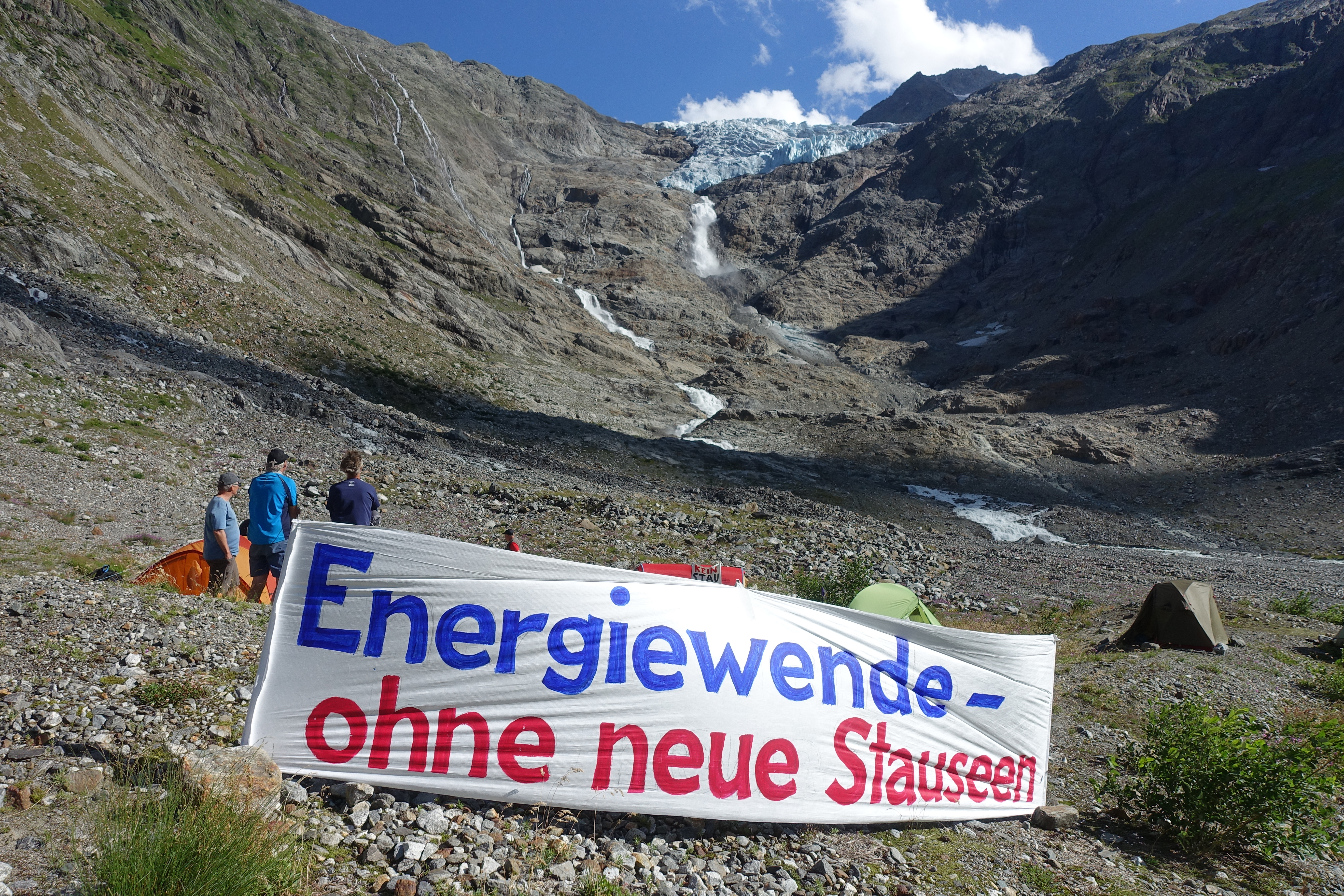
Protestaktion gegen den Bau einer Staumauer im Gletschervorfeld des Triftgletschers

Der Triftsee entstand auf natürliche Weise, als der Triftgletscher infolge der Klimaerwärmung im unteren Triftkessel abschmolz. Zurück blieb ein durch den Felsriegel an der Windegg/Drosiegg natürlich gestauter See, der Triftsee. Seit Jahren plant das hier ansässige Unternehmen, die Kraftwerke Oberhasli (KWO), eine Tochter der Berner Kraftwerke (BKW), mit einer über hundert Meter hohen Staumauer etwa 85 Millionen Kubikmeter Wasser zu stauen, was einem Energiegehalt von 215 GWh entspricht. Damit könne das Werk laut eigenen Angaben jährlich 145 GWh zusätzlichen Strom erzeugen und Energie speichern.
Früh bezog die KWO Umweltschutzverbände in ihre Planung mit ein, denn der Stausee würde weite Flächen der wertvollen Lebensräume überfluten. Der Aushandlungsprozess führte zu zahlreichen Kompromissen. Schliesslich billigten SAC, WWF, Pro Natura und der Bernische Fischereiverband das Projekt des Triftstausees. Widerstand melden die Naturfreunde der Schweiz, Aqua viva, der Grimselverein, das Triftkomitee und die Aktion Klimaspuren an. Das Berner Kantonsparlament gab der KWO im Juni 2023 grünes Licht für den Bau des Projekts. Die Umweltverbände bleiben gespalten, einige stellen sich weiter gegen den Bau einer Staumauer am Triftsee. Aqua Viva und der Grimselverein haben am 27. Dezember 2023 beim Berner Verwaltungsgericht Beschwerde gegen die Konzessionserteilung durch den Grossen Rat des Kantons Bern eingereicht.